# Bruno Meerwaldt
Bruno Meerwaldt (* 13. Dezember 1890 in Neufahrwasser; † 22. Mai 1945 in Danzig) war ein deutscher Politiker (Sozialdemokratische Partei der Freien Stadt Danzig) und Abgeordneter.

## Leben
Meerwaldt war der Sohn eines Lehrers. Auch er besuchte das Lehrerseminar und arbeitete nach dem Abschluss im erlernten Beruf. Seit mindestens 1910 arbeitete er als Volksschullehrer in Elbing, Marienburg (Westpreußen), seit 1919 in Rosenort (bei Tiegenhof), später in Danzig bzw. in (Danzig-)Langfuhr. Er war verheiratet. 
Er gehörte der SPD an und wurde für diese in der Wahl zur verfassungsgebenden Versammlung in Danzig 1920 in den Volkstag gewählt. Im Oktober 1920 trat er aus der SPD aus und schied auch aus dem Volkstag aus. Nachrücker wurde Otto Beyer.